# Sophie Bienvenu
 (janvier 2024).
Sophie Bienvenu est une femme de lettres franco-québécoise.

## Biographie
Sophie Bienvenu est née en Belgique en 1980, d'une mère belge et d'un père français. Après une formation en communication visuelle à Paris, elle s'installe au Québec en 2001 où elle exerce divers métiers dans le web, le journalisme et la communication. Elle publie en 2006 chez Septentrion Lucie le chien, un recueil des meilleurs billets de son blogue du même nom.   
En 2008, avec sa série (k), elle participe à la collection Epizzod de La Courte Échelle, destinée aux adolescents. Quelques années plus tard, en 2011, Et au pire, on se mariera, son premier roman, publié à La Mèche, se fait remarquer par la critique, devient finaliste de plusieurs prix et obtient un franc succès. Il est adapté au théâtre à Montréal par la compagnie Ex-Libris à l'automne 2014 puis une nouvelle fois, partout au Québec et en Ontario, en 2015. Il est adapté au cinéma, co-scénarisé par Sophie Bienvenu elle-même, ainsi que Léa Pool qui en est la réalisatrice. Chercher Sam, publié en 2014 au Cheval d’août, a récolté la faveur des critiques et des lecteurs et fait partie de la liste des 100 incontournables de la littérature de Ici Radio-Canada. Il est également en cours d'adaptation au cinéma.  
À l'automne 2016, elle publie Autour d'elle, son troisième roman, ainsi que Ceci n'est pas de l'amour, son premier recueil de poésie, aux Poètes de Brousse.

## Publications
- Lucie le chien, éditions Septentrion, coll. « Hamac-Carnet », 2006
- (k), éditions La Courte Échelle, coll. « Epizzod », 2008
  - La princesse dans le caniveau (épisode 1, mai 2009)
  - Le Dep'éclaire à des milles à la ronde (épisode 2, mais 2009)
  - Ce genre de fille-là (épisode 3, juin 2009)
  - Mon soldat inconnu (épisode 4, juin 2009)
  - Pourquoi pas? (épisode 5, juillet 2009)
  - Au sud de mon ventre (épisode 6, août 2009)
  - Des amis et des hommes (épisode 7, septembre 2009)
  - Des lendemains qui tanguent (épisode 8, septembre 2009)
  - La multiplication des voyelles (épisode 9, septembre 2009)
  - Son nombril et le monde autour (épisode 10, octobre 2009)
  - À l'heure de nous (épisode 11, octobre 2009)
  - Je ne me suis pas tuée (épisode 12, novembre 2009)
  - Du mercurochrome sur le cœur (épisode 13, novembre 2009)
- Et au pire, on se mariera, La Mèche, Montréal 2012, 2017; Noir sur Blanc, Paris 2014
- Chercher Sam, éditions Le Cheval d'août, 2014[2], rééd : Anne Carrière, 2023
- Quelques heures avant la fin, ou le potentiel de Juliette, nouvelle dans le collectif Nu, Québec-Amérique, 2014[3]
- Sérendipité sur la Piazza Maggiore, Nouvelle dans le hors-série Nos mots dits de l’association Cousins de Personne
- Elle a vécu, Nouvelle dans le recueil J’ai des petites nouvelles pour vous, pour les 20 ans de la Journée Mondiale du Livre et du Droit d’Auteur
- Tu m'as fait brûler ma sauce Mornay[4], Nouvelle dans la huitième édition du magazine Nouveau Projet
- Autour d'elle[5], éditions Le Cheval d'août, septembre 2016
  - (en) Trad. Rhonda Mullins: Around Her. Talonbooks, Vancouver BC 2018
- Allez hop, un peu de sincérité, essai dans le collectif Sous la ceinture[6] - Unis contre la culture du viol, Québec Amérique, septembre 2016
- Ceci n'est pas de l'amour[7], Poètes de Brousse, automne 2016
- Ma peau colorée à la chaux, Zinc numéro 40
- La princesse qui voulait devenir générale, La Bagnole, 2017
- L'ombre des thuyas, nouvelle dans le collectif 2800 minutes, ActuSF, 2017
- Dans la bibliothèque de Sophie Bienvenu, Elle Québec, interview, 3e novembre 2017
- Conte de Noël: Chez nous. en ligne Magazine "Chatelaine" (Rogers média numérique), 18 décembre 2017
- Traverser l'autoroute, La Pastèque , 2020
- J'étais un héros, Le Cheval d'août, 2022

## Filmographie
Cinéma
- 2017: Et au pire, on se mariera, Adaptation du roman. Lila Films - Co-scénariste
- 2018 - ... : Chercher Sam (en développement), Adaptation du roman. Les Productrices Associées - Scénariste
- 2018 - ... : Good Men (en développement), long-métrage de fiction. Caramels Films - Co-scénariste avec la collaboration de Jean-François Pouliot
- 2019 - ... : Autour d'elle (en développement) Adaptation du roman. Amalga - Scénariste

Télévision
- 2018 - : Tout ira bien (en développement avec Radio-Canada), série en 13 épisodes. Amalga - Scénariste, avec la collaboration d'Érich "Preach" Étienne

## Prix et distinctions
Pour Et au pire, on se mariera:
- Prix du Festival du Premier roman, 2015 (catégorie "Lire au Québec")
- Prix des Arcades de Bologne, 2013[8]
- Finaliste, Prix littéraire des collégiens, 2013
- Liste préliminaire, Prix des libraires, 2013

Pour Tu m'as fait brûler ma sauce Mornay:
- Prix de l’excellence de la Société de développement des périodiques culturels québécois, SODEP, catégorie prose

Pour Chercher Sam:
- Dans la liste des "100 incontournables de la littérature" de ICI Radio-Canada

Pour Autour d'elle:
- Finaliste, Prix des libraires, 2017
- Liste préliminaire, Prix France-Québec, 2017

Pour Chez nous :
- Finaliste, 41e prix du magazine canadien, 2018[9]